# Tsjeljoeskin (schip, 1933)
De Tsjeljoeskin (Russisch: Челюскин) was een Sovjet-Russisch stoomschip dat van 1933 tot 1934 een expeditie ondernam in de Noordelijke IJszee (Arctische Oceaan) voor het onderzoek naar de Noordoostelijke Doorvaart. Het schip raakte daarbij bekneld in het pakijs en zonk ten slotte. De redding van de bemanning van het schip kreeg in de Sovjet-Unie en elders veel aandacht en leidde tot de invoering van de titel en onderscheiding 'Held van de Sovjet-Unie'.
Het schip liep in 1933 onder de naam Lena van stapel in Denemarken. Het was gebouwd door de scheepswerf en machinefabriek Burmeister & Wain in Kopenhagen en na de overdracht aan de Sovjet-Unie vernoemd naar de Russische poolonderzoeker Semjon Tsjeljoeskin. Het schip was geen ijsbreker.

## Expeditie naar de Noordelijke IJszee
De bedoeling was om een tocht over de Noordelijke IJszee naar het Russische Verre Oosten zonder overwintering in de korte zomermaanden te voltooien. Hierin was tot dan toe alleen de ijsbreker Aleksandr Sibirjakov geslaagd in 1932. De reis moest bewijzen dat een tocht met grotere hoeveelheden vracht ook mogelijk was over de Noordelijke Zeeroute zonder gebruik te maken van ijsbrekers.
Onder kapitein Vladimir Voronin en expeditieleider Otto Schmidt vertrok het stoomschip op 16 juli 1933 vanuit Leningrad voor de reis naar het oosten. Er waren 112 personen aan boord, ze zouden later in de publiciteit Tsjeljoeskintsy genoemd worden. Al tijdens het eerste gedeelte van de reis waren er problemen. Het stoomschip had al twintig dagen vertraging toen het de haven van de stad Moermansk op 10 augustus 1933 verliet. Het einddoel van de reis was de stad Vladivostok in het verre oosten van de Sovjet-Unie. Aan boord waren onder andere de van oorsprong Duitse marconist Ernst Krenkel en de bioloog Lev Belopolski. Onder de 112 bemanningsleden en passagiers waren tien vrouwen en een kind. Een van de vrouwen was hoogzwanger en beviel van een meisje toen het schip zich op de Karazee bevond.
Uiteindelijk belandde het schip via de Laptevzee en Oost-Siberische Zee in de Tsjoektsjenzee. Tussentijds verlieten acht personen het schip. Op 4 november bereikte men de Beringstraat. De open zee was hier minder dan een nautische mijl breed en uiteindelijk raakte het schip omsloten door pakijs en kon zich niet meer op eigen kracht bevrijden. De kapitein van de ijsbreker Litke die in de buurt was bood tot tweemaal toe aan om te helpen, maar Voronin en Schmidt weigerden dit. Zij wilden de reis voltooien zonder hulp. Het schip werd echter ondertussen met het pakijs mee teruggenomen naar het noorden, werd door het ijs gekraakt en zonk uiteindelijk. De maandenlange tocht over meer dan 1000 nautische mijlen eindigde op 13 februari 1934 in de zuidelijke Tsjoektsjenzee.

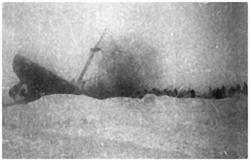
Het zinkende schip

Expeditielid Boris Mogilevitsj werd gedood doordat hij werd bedolven onder vallende tonnen, maar de rest van de 104 zeelieden en passagiers wist zich in veiligheid te brengen op een ijsschots. Daar werd door de schipbreukelingen het -later zo genoemde- 'Kamp Schmidt' opgericht. Er werden onderkomens gebouwd op de ijsschots en men zette vliegtuiglandingsbaan uit. Met behulp van de radiozender werd contact gelegd met de buitenwereld en melding gemaakt van het zinken van het schip. Hulp leek eerst onmogelijk door de extreme weersomstandigheden. De Verenigde Staten boden hulp aan, maar Stalin weigerde dit. Na een maand werden de schipbreukelingen opgespoord door piloot Anatoli Ljapidevski. Op 5 maart 1934 bracht hij allereerst de tien vrouwen en drie kinderen naar het plaatsje Oeëlen op het Tsjoektsjenschiereiland. In de dagen tot 13 april werden vervolgens de overige Tsjeljoeskintsy opgehaald. De schipbreukelingen vlogen vervolgens via Vladivostok naar Moskou, waar ze als helden werden ontvangen.

## Nageschiedenis
De redders van de Tsjeljoeskinopvarenden waren de eersten die uit handen van het centraal uitvoerend comité de titel 'Held van de Sovjet-Unie' ontvingen. Dit waren de piloten Vasili Molokov, Mavriki Slepnjov, Michail Vodopjanov, Nikolaj Kamanin, Sigizmoend Levanevski, Anatoli Ljapidevski en Ivan Doronin. Levanevski zou later van Los Angeles naar Moskou vliegen, maar bij een poging om vanuit Moskou via de Noordpool naar de Verenigde Staten te vliegen, stortte hij neer en kwam om het leven. Kamanin werd later hoofd van het kosmonautenopleidingscentrum in Sterrenstad en Vodopjanov was in 1937 de eerste die met een vliegtuig op de Noordpool landde.
In 1974, 1978 en in 2004 zochten expedities tevergeefs naar het wrak van de Tsjeljoeskin, dat op ongeveer 50 meter diepte voor de Siberische kust zou moeten liggen. Op 21 september 2006 maakte Josef Rabinovitsj van het Wetenschappelijk reisagentschap van de Russische Academie van Wetenschappen bekend dat een expeditie het wrak had gevonden in de zuidelijke Tsjoektsjenzee. Diverse geborgen fragmenten van het schip zorgden voor een positieve identificatie. Voor nadere identificatie werden foto's van de fragmenten en enkele metaalmonsters naar Kopenhagen gestuurd.